# Krasiczyn
Krasiczyn è un comune rurale polacco del distretto di Przemyśl, nel voivodato della Precarpazia.
Ricopre una superficie di 127,17 km² e nel 2004 contava 4 758 abitanti.